# Monodontidae
Famille
Monodontidae est une famille de mammifères de l'ordre des cétacés.
Cette famille comporte deux genres actuels, plus un genre fossile, ayant chacun une espèce :
- Delphinapterinae
  - Delphinapterus Lacépède, 1804
    - Delphinapterus leucas (Pallas, 1776) - Béluga

  - † Denebola
    - † Denebola brachycephala Barnes, 1984
- Monodontinae
  - Monodon Linnaeus, 1758
    - Monodon monoceros Linnaeus, 1758 - Narval

## Signes distinctifs de la famille
Contrairement aux autres cétacés, les deux espèces de cette famille ont des vertèbres cervicales non soudées, permettant une certaine flexibilité du cou et autorisant de déplacer sa tête latéralement.
Le deuxième signe distinctif des deux espèces de cette famille est de ne pas avoir de nageoire dorsale, ce qui est très pratique pour des individus qui passent leur temps à nager sous la glace.